# 太仓肉松
太仓肉松是江苏省太仓的著名特产，特点为色泽淡黄或金黄，呈丝絮状、有光澤。

## 历史
太仓肉松于清同治十三年（1874年）由一位名叫倪德的厨师发明。光绪二年（1876年），倪德（字鸿顺）在太仓昭忠祠旁开设了“倪鸿顺太仓肉松店”。清《太仓州志》有记载：
|  | 肉松制法创于倪德，以猪、鸡、鸭、虾肉为之。德死，其妻继之。味绝佳，可久贮，远近争购，他人效之弗及也。 |

太仓肉松自此声名远扬，还曾被作为贡礼呈献宫中。民国四年（1915年），太仓肉松参加了巴拿马万国博览会，获肉制品类金奖。
中华人民共和国成立后，倪鸿顺太仓肉松店于1956年开始公私合营。1958年，并入太仓食品厂，组建肉松车间。1980年更名为太仓食品公司肉松厂。1984年，成立国营的太仓肉松厂。2000年，成立太仓肉松食品有限公司。
2003年，因中央电视台《每周质量报告》节目曝光了太仓两家小肉松厂使用死猪肉制作肉松，曾一度使整个“太仓肉松”品牌遭到了信誉危机。
2008年，“太仓牌”被国家工商总局认定为中国驰名商标。2010年，成为上海世博会特许生产商品。2011年，太仓肉松制作技艺入选第三批江苏省非物质文化遗产名录。